# Le Piège (film, 1958)
Pour les articles homonymes, voir Le Piège.
Pour plus de détails, voir Fiche technique et Distribution.
Le Piège est un film franco-italien, réalisé par Charles Brabant et sorti en 1958.

## Synopsis
En Provence, le père Caillé dirige une pension de famille près d'une raffinerie de pétrole, secondé par sa belle-fille Cora, veuve, et une bonne mutique. Le vieillard poursuit Cora de ses assiduités et exerce un chantage sur Gino, un pensionnaire italien recherché pour meurtre, qui est devenu l'amant de Cora. En l'absence de Gino, qui a décidé de se faire passer pour mort dans un accident, Cora tue Caillé alors qu'il tente de la violer. 

## Fiche technique
- Titre original : Le Piège
- Titre italien : La trappola si chiude
- Réalisation :	Charles Brabant
- Assistant à la réalisation : Jean-Charles Lagneau
- Scénario : Charles Brabant, André Tabet et Jacques Marcerou d’après son roman
- Dialogues : Roland Laudenbach
- Décors : Jacques Paris
- Maquillages : René Daudin
- Photographie : Edmond Séchan
- Cadrage : Ghislain Cloquet
- Son : Jean-Roger Bertrand
- Montage : Huguette Brabant
- Musique : Alain Goraguer, Maurice Le Roux
- Photographe de plateau : Jacques Boutinot
- Scripte : Alice Ziller
- Affiche : Raymond Gid
- Production : Albert Bauer
- Directeur de production : Pierre Audouy
- Sociétés de production : Globe Omnium Films (France), Electra Compania Cinematografica (Italie)
- Sociétés de distribution : Globe Omnium Films (distributeur d’origine France), Delemar Film Distribution (France)[1]
- Pays d’origine : France, Italie[1],[2]
- Langue originale : français
- Tournage extérieur : Martigues (Bouches-du-Rhône)
- Format : noir et blanc — 35 mm — 1.85:1 — son monophonique
- Genre : policier
- Durée : 97 minutes
- Date de sortie : 25 juin 1958 en France
- Classification CNC : tous publics (visa d'exploitation no 20033 délivré le 19 mars 1958)
- Affiche : Boris Grinsson (France)

## Distribution
- Magali Noël : Cora Caillé
- Raf Vallone : Gino Carsone
- Charles Vanel : le père Caillé
- Michel Bouquet : le commissaire
- Betty Schneider : Denise
- Jimmy Urbain : Michel, le pompiste
- Jean Combal
- René Marc